# Григор'єв Володимир Анатолійович
Володимир Анатолійович Григор'єв (рос. Владимир Анатольевич Григорьев; 10 лютого 1954, Московська область, РРФСР — 22 червня 2022, Москва) — радянський футболіст, виступав на позиції захисника. Зіграв 53 матчі та відзначтвся 2 голами у вищій лізі СРСР. Майстер спорту СРСР (1974).

## Життєпис
Вихованець таганрозького футболу, перші тренери — М. В. Ілляшов та В. Г. Кутуша. У 17-річному віці дебютував у дорослій команді таганрозького «Торпедо», яке грало в другій лізі.
У 1972 році перейшов у ворошиловградську «Зорю», в перших сезонах грав виключно за дубль. В основному складі «Зорі» дебютував 6 квітня 1974 року в матчі Кубку СРСР проти «Кайрата». У чемпіонаті СРСР перший матч зіграв 25 червня 1974 року проти «Арарату», вийшовши на заміну на 71-й хвилині замість Володимира Абрамова. Всього в сезоні 1974 року провів 4 матчі у вищій лізі та чотири — у Кубку країни. Став фіналістом Кубка СРСР 1974 року, але у фінальному матчі не грав.
У 1975 році перейшов у кемеровський «Кузбас». Наступного року мобілізований до армії і виступав за команду міста Чернігова, згодом перетворену в київський СКА. У 1976 році став володарем Кубку Української РСР. У 1977 році в матчі Кубку СРСР між армійцями Києва і Москви помічений тренером москвичів Всеволодом Бобровим і запрошений у ЦСКА.
У складі московських армійців дебютував 14 липня 1977 року в грі проти своєї колишньої команди — луганської «Зорі». 2 жовтня 1977 року відзначився своїм першим голом на найвищому рівні, у воротах московського «Динамо». При Всеволоді Боброву, протягом півтора сезонів (1977—1978) залишався основним гравцем ЦСКА, а в 1979 році грав нерегулярно. Всього провів за армійців 49 матчів у чемпіонаті СРСР, забив двома голами в чужі ворота та двома — у ворота власної команди, а також зіграв 4 матчі в Кубку СРСР.
У першій половині 1980-х років виступав за ще одну армійську команду — смоленську «Іскру». У 1980 та 1981 роках ставав чемпіоном Збройних Сил СРСР. У 1984 році — срібний призер Спартакіади дружніх армій (В'єтнам). Наприкінці кар'єри виступав за команду Центральної групи військ (Чехословаччина, місто Кутна Гора).
Провів 9 матчів у складі другої збірної СРСР та відзначився одним голом — у ворота збірної Мексики.

## Особисте життя
Син Антон (нар. 1985) теж став футболістом, виступав за ЦСКА та інші клуби Росії та Казахстану. Брат та племінник також були футболістами.